# Brandkatastrophe im Kinderheim Hogar Seguro Virgen de la Asunción
Die Brandkatastrophe im Kinderheim Hogar Seguro Virgen de la Asunción ereignete sich am 7. und 8. März 2017 in einem  Kinderheim in Guatemala. Dem Brand gingen ein Aufstand und ein Fluchtversuch voraus.
Bei dem Brand im Kinder- und Jugendheim „Hogar Seguro Virgen de la Asunción“ (dt.:Sichere Unterkunft der Jungfrau Maria Himmelfahrt) starben 41 Mädchen. 15 Mädchen überlebten den Brand schwer verletzt. Eines der Mädchen war zum Zeitpunkt des Brandes schwanger, sie und ihr Kind überlebten.

## Lage im Kinderheim vor dem Brand
„Hogar Seguro Virgen de la Asunción“  ist ein staatliches Kinderheim in San José Pinula, 22 Kilometer südöstlich von der Hauptstadt Guatemala-Stadt entfernt. Die Einrichtung wurde 2010 errichtet und ist ein staatliches Schutzzentrum für Kinder und Jugendliche, die Opfer von Gewalt und Missbrauch wurden. Ab 2012 gab es den Verdacht, dass das Heim selbst ein Ort von Missbrauch, Vernachlässigung und Gewalt gewesen sei. Am 17. Oktober 2013 wurde ein 14 Jahre altes Mädchen von zwei Mädchen ähnlichen Alters ermordet. Es war der erste gewaltsame Tod in dem Heim für Minderjährige.
Der US-amerikanische Schriftsteller Francisco Goldman berichtete im Magazin The New Yorker: „Ein Richter eines  Familiengerichtes stellte fest, dass die Praktiken des Hauses – zu denen auch Strafen gehörten, die auf Folter hinauslaufen – gegen die Menschenrechte von Kindern verstießen, und ordnete an, dass Verbesserungen vorgenommen werden sollten.“
Die Leitung des Heimes wurde mehrfach wegen Misshandlung, Belästigung und Vergewaltigung von Minderjährigen angezeigt. Eine große Anzahl von dort untergebrachten  Kindern versuchte, diesen schlimmen Bedingungen zu entkommen. Im Oktober 2016 wurden 99 Fälle von vermissten Kindern gemeldet und 73 dieser Kinder wurden nie gefunden. Das Heim wurde von mehreren Jugendschutzverbänden gemieden. Laut der Direktorin der NGO ProJustice, Carmen Aida Ibarra, „ist das Heim kein Zufluchtsort, es gibt Beschwerden über Missbrauch oder schlechte Ernährungsbedingungen. Und das Schlimmste: Der Ort steht im Verdacht, Menschenhandel, Prostitution und Vergewaltigung zu fördern.“

## Verlauf der Brandkatastrophe

### 7. März 2017
Am 7. März 2017 brachen im Kinderheim „Hogar Seguro Virgen de la Asunción“ Unruhen aus, gefolgt von einer Massenflucht. Der Tag begann mit Protesten gegen Missbrauch, Vergewaltigung und Überfüllung. Der Aufstand begann um 14:00 Uhr, als eine Gruppe Jugendlicher auf das Dach kletterte und Wachen und Personal mit Metallgegenständen bedrohte. Während der Revolte konnten etwa 85 Bewohner entkommen und flohen in die umliegenden Wälder. Die meisten wurden von der Polizei festgenommen und zurückgebracht.
Um 1:00 Uhr wurden die Geflüchteten wieder in das Gebäude gelassen. Die Jungen wurden in ihre Schlafsäle zurückgebracht, während die 56 Mädchen in einen Raum mit einer Fläche von 48 Quadratmetern – weniger als ein Quadratmeter pro Mädchen – eingesperrt wurden. Sie bekamen Matratzen, aber keine Decken. Der Raum wurde von der Polizei bewacht.

### 8. März 2017
Am Morgen durften die Mädchen den Raum nicht verlassen, um auf die Toilette zu gehen. Die Minderjährigen versuchten, gegen den sexuellen und körperlichen Missbrauch zu protestieren, den sie im Heim erlitten, und nutzten die Tatsache, dass der Internationale Frauentag an diesem Tag gefeiert wird; aber die Situation geriet außer Kontrolle.
Gegen 9:00 Uhr brach in dem überfüllten Raum ein Feuer aus. Die Ursache des Feuers ist bis heute (Stand 3/2022) ungeklärt, aber Zeugen behaupten, das Feuer sei von den Jugendlichen aus Protest gelegt worden. Polizisten, die den Raum bewachten, ließen die Mädchen nicht heraus.
Zum Zeitpunkt des Brandes beherbergte das Heim 700 bis 800 Kinder und Jugendliche, obwohl es nur eine offizielle Kapazität von etwa 350 bis 500 hatte.

## Reaktionen
Das Kinderhilfswerk der Vereinten Nationen (UNICEF) schrieb in einer Erklärung, man hoffe, dass „der guatemaltekische Staat seiner Verpflichtung nachkommt, die Geschehnisse zu untersuchen, die Verantwortlichen zu identifizieren und die Opfer zu entschädigen“ und erinnerte daran, dass „Kinder das Recht haben, in einer Familie aufzuwachsen und auf die staatliche Unterstützung zu zählen, damit die Familien ihrer Verantwortung gerecht werden können“.
Der Hohe Kommissar der Vereinten Nationen für Menschenrechte (UNHCHR) teilte mit, im Rahmen der regelmäßigen Überprüfung des Staates Guatemala durch den Ausschuss gegen Folter (engl. Committee Against Torture, CAT) solle ein Bericht Informationen über die Situation in Bezug auf den Fall Hogar Seguro Virgen de la Asunción präsentieren. Zu diesem Zweck würden der Sachverhalt und die Maßnahmen des Staates und der Organisationen der Zivilgesellschaft dargestellt.
Medienvertreter gingen davon aus, dass das Heim eine Drehscheibe eines Prostitutionsnetzwerks gewesen sei, in dem Mädchen und Jungen zur Prostitution gezwungen worden seien, da im Oktober 2016 dort 99 Kinder verschwunden und 73 davon nie gefunden worden seien.
Menschenrechtsaktivisten beschuldigten verschiedene Verantwortliche – darunter Präsident Morales, den Generalstaatsanwalt und den Sekretär für soziale Wohlfahrt, sie hätten die Beschwerden über Missbrauch aller Art im Waisenhaus nicht bearbeitet. Ein Sprecher des Präsidenten gab stattdessen dem Gerichtssystem die Schuld.
Aktivisten und Familien der Opfer demonstrierten auf dem Platz vor dem Präsidentenpalast in Guatemala. Sie verbrannten dabei Kohle und Puppen vor dem Präsidentengebäude. Später veranstalteten sie Mahnwachen, prangerten „ein Staatsverbrechen“ an und skandierten „korrupter Staat, gescheiterter Staat, mörderischer Staat“. Sie forderten Transparenz der Ermittlungen und den Rücktritt des damaligen Präsidenten Jimmy Morales.

## Trauer und Gedenken
In Spanien drückten der König von Spanien Felipe VI. und Königin Letizia von Spanien ihr Beileid und ihre Solidarität mit den Opfern der Tragödie aus.
Papst Franziskus sagte: „Ich bringe meine Nähe zur Bevölkerung Guatemalas zum Ausdruck, die in Trauer um das schwere und traurige Feuer lebt, das sich im Heim Virgen de la Asunción ereignete und Opfer und Verletzungen bei den dort lebenden Kindern verursachte. Möge der Herr ihre Seelen willkommen heißen, die Verwundeten heilen und ihre betroffenen Familien und die ganze Nation trösten.“
Die Staatsministerin für Menschenrechte im britischen Außenministerium, Baroness Joyce Anelay, forderte „dringende Untersuchungen“ von der Regierung Guatemalas.
Die deutsche Organisation der Entwicklungszusammenarbeit AWO International erklärte „... die Anklagen, welche von Korruption, Übergriffen, Vernachlässigung bis zu organisiertem Verbrechen reichen, sowie der Verdacht, dass der guatemaltekische Präsident selbst die Anweisung erteilt hat, die Mädchen einzusperren, zeigen auf, dass der guatemaltekische Staat versagt hat und nicht in der Lage war und ist, die Mädchen und Jugendlichen vor der Gewalt im Land zu schützen.“

## Künstlerische Rezeption
Saria, ein Kurzfilm von Bryan Buckley aus dem Jahr 2019, der die Tragödie darstellt, wurde 2020 für einen Oscar nominiert.
Die künstlerische Arbeit Las escucharon gritar y no abrieron la puerta (dt.: Sie hörten sie schreien und öffneten die Tür nicht) von Regina José Galindo hat die Tragödie Hogar Seguro zum Thema.